# Wehr
Wehr es una ciudad en el distrito de Waldshut en el sur de Baden-Wurtemberg, Alemania. Está ubicada al margen sur de la Selva Negra Meridional en el valle del río Wehra a una altitud de 280 - 910 m aproximadamente 20 km al este de Lörrach.

## Puntos de interés
- Erdmannshöhle (cueva de estalactitas con visitas guiadas) entre Wehr y Hasel